# Šerpština
Šerpština je tibetobarmský jazyk ze sinotibetské jazykové rodiny, který je užíván etnikem Šerpů v Nepálu, především ve vysokohorské oblasti Khumbu. Vznikla v izolaci Himálaje, kam se Šerpové dostali v několika vlnách před 300–500 lety z Tibetu. Podle některých klasifikací je pouhým dialektem tibetštiny. Šerpština samotná se dále dělí na několik oblastních nářečí. Nemá ustálený pravopis a zapisuje se zřídka a to buď tibetským písmem (zejména buddhistickými mnichy) nebo písmem Dévanágarí.

## Rozšíření
Při nepálském sčítání lidu v roce 2001 se k šerpské národnosti přihlásilo okolo 155 tisíc obyvatel. Šerpština byla uváděna společně s příbuznou ladačtinou a jeden z těchto jazyků uvedlo jako svůj mateřský zhruba 130 tisíc lidí. Při sčítání v roce 2011 bylo zaznamenáno zhruba 113 tisíc Šerpů a 115 tisíc Nepálců uvedlo šerpštinu jako svůj mateřský jazyk. Dalších zhruba 18 tisíc lidí uvedlo šerpštinu jako svůj mateřský jazyk v indickém sčítání lidu v roce 2001, z toho 14 tisíc ve státě Sikkim, ve kterém je uznaným menšinovým jazykem. Malá komunita mluvčích šeprštiny žije ve městě Čang-mu v Tibetské autonomní oblasti v Číně na hranici s Nepálem.
Akademické odhady počtu mluvčích se od těchto údajů značně liší – Bradley v roce 1997 určil počet mluvčích na 50 tisíc, Graves v roce 2007 v rozsahu 15 až 70 tisíc. Tournadre tyto velmi rozdílné hodnoty vysvětluje jako osvojení šerpské identity příbuznými etnickými skupinami. Ve 21. století je jazyk ohrožen užíváním nepálštiny a angličtiny jako výukových jazyků a stěhováním Šerpů z Himálaje do nepálského hlavního města Káthmándú a indického města Dárdžiling.

## Charakteristika
Šerpština je tónový jazyk – určitý tón, kterým je slabika vyslovena, může měnit význam slova. V šerpštině to jsou tóny nízký, vysoký, nízký stoupající a vysoký klesající.

## Příklady

### Číslovky
| Šerpsky   | Transliterace | Česky |
| གཅིག་      | či            | jeden |
| གཉིས་      | ňi            | dva   |
| གསུམ་      | sum           | tři   |
| བཞི་       | ži            | čtyři |
| ལྔ་        | nga           | pět   |
| དྲུག་       | thuk          | šest  |
| བདུན་      | din           | sedm  |
| བརྒྱད་      | gje           | osm   |
| དགུ་       | gu            | devět |
| བཅུ་ཐམ་པ་་ | čuthampa      | deset |

## Vzorový text

### Všeobecná deklarace lidských práv
| šerpsky | तेरी मिमाङगी चिजिन तङ ओछाकी ग्युला क्येने ज्युन कुन्ङ्यम गिवी। खोङ तिवा तेरीकी रिक्पा ल्येमो खुर्ने हुङगु यिन तङ तेरीकी पर्ला चिग्डील हुङगु लाका कि गोकी।                                         |
| česky   | Všichni lidé se rodí svobodní a sobě rovní co do důstojnosti a práv. Jsou nadáni rozumem a svědomím a mají spolu jednat v duchu bratrství. |